# Liste des œuvres d'art du Tarn
Cet article vise à recenser les œuvres d'art dans l'espace public du Tarn, en France.

## Liste
Les œuvres sont classées par ordre alphabétique de communes et, au sein de celles-ci, par ordre chronologique d'installation, dans la mesure des informations disponibles.

### Sculptures
| Œuvre                                          | Auteur            | Commune                 | Localisation                      | Notes | Installation | Coordonnées                      | Illustration |
| ---------------------------------------------- | ----------------- | ----------------------- | --------------------------------- | --- | ------------ | -------------------------------- | --- |
| Statue de Jean-François de La Pérouse          | Nicolas Raggi     | Albi                    | Sur la place La Pérouse           | Représente Jean-François de La Pérouse. | 1853         | à géolocaliser                   | Statue de Jean-François de La Pérouse« Monument à La Pérouse à Albi », sur e-monumen |
| Buste de Jean Jaurès                           | Gabriel Pech      | Albi                    | Dans le jardin National           | Représente Jean Jaurès. Sous le régime de Vichy, il est jeté dans le Tarn par des miliciens. Au cours d'un exercice par les sapeurs-pompiers en 1993, il est retrouvé par hasard, renfloué et replacé sur son piédestal. | 1933         | à géolocaliser                   | Image manquante |
| Hommage à Jean Moulin                          | À déterminer      | Albi                    | À déterminer                      | | À déterminer | à géolocaliser                   | Image manquante |
| Mineur,                                        | Paul Graf         | Carmaux                 | Dans le square Gabriel Bousquet   | Également appelé Monument aux victimes du travail ou Mineur du puits Couriot à Saint-Étienne ou Monument aux morts des collaborateurs de la Société des Mines de la Loire.                                               | À déterminer | à géolocaliser                   | Mineur« Mineur, ou Monument aux victimes du travail, ou Mineur du puits Couriot à Saint-Étienne ou Monument aux morts des collaborateurs de la Société des Mines de la Loire à Carmaux », sur À nos grands hommes,« Mineur, ou Monument aux victimes du travail à Carmaux », sur e-monumen |
| Statue de Jean Jaurès,                         | Tamaze Kalandadze | Carmaux                 | Sur la place Jean-Jaurès          | Représente Jean Jaurès. L'originale de 1923 réalisée par Gabriel Pech est détruite à l'explosif par un attentat d'opposants anarchistes en septembre 1981.                                                               | 1983         | 44° 03′ 01″ nord, 2° 09′ 23″ est | Statue de Jean Jaurès |
| La Verrerie                                    | Patrick Raynaud   | Carmaux                 | Lycées Jean-Jaurès et Aucouturier | | 1989         | 44° 02′ 44″ nord, 2° 07′ 54″ est | Image manquante |
| Statue de Jean Jaurès                          | Gabriel Pech      | Castres                 | À déterminer                      | Représente Jean Jaurès. | 1925         | 43° 36′ 20″ nord, 2° 14′ 32″ est | Statue de Jean Jaurès |
| Proposition phyto-ornementale                  | Paul-Armand Gette | Castres                 | À déterminer                      | | 1997         | 43° 37′ 19″ nord, 2° 15′ 00″ est | Image manquante |
| Statue du général Jean Joseph Ange d'Hautpoul, | Gilbert Privat    | Gaillac                 | Sur la place de la Libération     | Représente Jean Joseph Ange d'Hautpoul. l'originale de 1851 en bronze de Jean-Louis Jaley est fondue sous le régime de Vichy, dans le cadre de la mobilisation des métaux non ferreux.                                   | 1949         | à géolocaliser                   | Statue du général Jean Joseph Ange d'Hautpoul« Monument au général d'Hautpoul à Gaillac », sur À nos grands hommes,« Monument au général d'Hautpoul à Gaillac », sur e-monumen |
| L'Enfance de Bacchus                           | Jean-Paul Baurens | Gaillac                 | À déterminer                      | | À déterminer | à géolocaliser                   | Image manquante |
| Statue d'Emmanuel de Las Cases                 | À déterminer      | Lavaur                  | À déterminer                      | Représente Emmanuel de Las Cases. | À déterminer | à géolocaliser                   | Statue d'Emmanuel de Las Cases |
| Monument aux ancêtres d'Honoré de Balzac       | À déterminer      | Montirat                | À déterminer                      | Commémore les ancêtres d'Honoré de Balzac. | 1934         | à géolocaliser                   | Monument aux ancêtres d'Honoré de Balzac |
| À la terre                                     | Alfred Boucher    | Saint-Benoît-de-Carmaux | À déterminer                      | | À déterminer | à géolocaliser                   | À la terre |
| Statue de Jean-Baptiste-Henri Lacordaire       | François Girardet | Sorèze                  | À déterminer                      | Représente Henri Lacordaire. | À déterminer | 43° 27′ 08″ nord, 2° 04′ 05″ est | Statue de Jean-Baptiste-Henri Lacordaire |

### Monuments aux morts
| Œuvre                                                                   | Auteur                      | Commune                 | Localisation                                                   | Notes              | Installation   | Coordonnées    | Illustration |
| ----------------------------------------------------------------------- | --------------------------- | ----------------------- | -------------------------------------------------------------- | ------------------ | -------------- | -------------- | --- |
| Poilu au repos (monument aux morts)                                     | Copie d'après Étienne Camus | Aguts                   | Sur la place du Souvenir, à côté de l'église Saint-Pierre      |                    | À déterminer   | à géolocaliser | Poilu au repos (monument aux morts) |
| Poilu baïonnette au canon (d) (monument aux morts)                      | Copie d'après Étienne Camus | Arifat                  | À côté de l'église Saint-Paul                                  |                    | À déterminer   | à géolocaliser | Poilu baïonnette au canon (d) (monument aux morts) |
| Poilu au repos (monument aux morts)                                     | Copie d'après Étienne Camus | Bertre                  | Contre l'église saint Michel                                   |                    | À déterminer   | à géolocaliser | Poilu au repos (monument aux morts) |
| Un preux, le comte Roland de Saint-Vincent Brassac (monument aux morts) | Gabriel Pech                | Brassac                 | Sur la place Saint-Georges                                     |                    | 1921           | à géolocaliser | Un preux, le comte Roland de Saint-Vincent Brassac (monument aux morts)« Monument aux morts de 1914-1918, ou Un preux, le comte Roland de Saint-Vincent Brassac à Brassac », sur À nos grands hommes |
| Le Poilu victorieux (monument aux morts)                                | Copie d'après Eugène Bénet  | Briatexte               | À déterminer                                                   |                    | À déterminer   | à géolocaliser | Le Poilu victorieux (monument aux morts) |
| Monument aux morts                                                      | Gaston Toussaint            | Carmaux                 | Au milieu du parc Jean-Jaurès, anciennement parc de la Sérinié | Inscrit MH (2018). | De 1921 à 1933 | à géolocaliser | Monument aux morts |
| Monument aux morts                                                      | À déterminer                | Castres                 | À déterminer                                                   |                    | À déterminer   | à géolocaliser | Monument aux morts876 victimes de la Grande Guerre, militaires et civiles, dont 246 ne se trouvent pas inscrites sur le monument aux morts de Castres - in André Minet, Les morts de Castres à la Grande guerre : de l'oubli à la mémoire, Société culturelle du Pays castrais, 2016, 328 p. (ISBN 978-2-904401-74-9) |
| Monument aux morts                                                      | À déterminer                | Cestayrols              | À déterminer                                                   |                    | À déterminer   | à géolocaliser | Monument aux morts |
| Poilu au repos (monument aux morts de La Martinié)                      | Copie d'après Étienne Camus | Curvalle                | En face de l'église Saint Pierre                               |                    | À déterminer   | à géolocaliser | Image manquante |
| Poilu au repos (monument aux morts du Truel)                            | Copie d'après Étienne Camus | Curvalle                | Au bord de la RD 95                                            |                    | À déterminer   | à géolocaliser | Image manquante |
| Poilu au repos (monument aux morts de Villeneuve-sur-Tarn)              | Copie d'après Étienne Camus | Curvalle                | Sur la place de la mairie                                      |                    | À déterminer   | à géolocaliser | Image manquante |
| Monument aux morts                                                      | Jean Carlus                 | Gaillac                 | À déterminer                                                   |                    | À déterminer   | à géolocaliser | Monument aux morts |
| Poilu au repos (monument aux morts)                                     | Copie d'après Étienne Camus | Giroussens              | À côté de l'église                                             |                    | À déterminer   | à géolocaliser | Poilu au repos (monument aux morts)« Monument aux morts de 1914-1918 à Giroussens », sur À nos grands hommes |
| Poilu au repos (monument aux morts)                                     | Copie d'après Étienne Camus | Guitalens               | À déterminer                                                   |                    | À déterminer   | à géolocaliser | Image manquante |
| Poilu au repos (monument aux morts)                                     | Copie d'après Étienne Camus | Labastide-de-Lévis      | Sur la place de l'église                                       |                    | À déterminer   | à géolocaliser | Poilu au repos (monument aux morts) |
| Monument aux morts                                                      | À déterminer                | Lavaur                  | Allée Jean-Jaurès                                              |                    | À déterminer   | à géolocaliser | Monument aux morts |
| Monument aux morts                                                      | À déterminer                | Mazamet                 | À déterminer                                                   |                    | À déterminer   | à géolocaliser | Monument aux morts |
| Monument aux morts                                                      | À déterminer                | Montdragon              | À déterminer                                                   |                    | À déterminer   | à géolocaliser | Monument aux morts |
| Monument aux morts                                                      | À déterminer                | Roquecourbe             | À déterminer                                                   |                    | À déterminer   | à géolocaliser | Monument aux morts |
| Le Poilu victorieux (monument aux morts)                                | Copie d'après Eugène Bénet  | Saint-Amans-Soult       | À déterminer                                                   |                    | À déterminer   | à géolocaliser | Le Poilu victorieux (monument aux morts) |
| Monument aux morts                                                      | À déterminer                | Saint-Pierre-de-Trivisy | À déterminer                                                   |                    | À déterminer   | à géolocaliser | Monument aux morts |

### Fontaines
| Œuvre                | Auteur       | Commune | Localisation      | Notes             | Installation | Coordonnées                      | Illustration         |
| -------------------- | ------------ | ------- | ----------------- | ----------------- | ------------ | -------------------------------- | -------------------- |
| Fontaine de Griffoul | À déterminer | Gaillac | Place du Griffoul | Classé MH (1942). | À déterminer | 43° 53′ 55″ nord, 1° 53′ 48″ est | Fontaine de Griffoul |

### Œuvres disparues ou retirées
| Œuvre               | Auteur               | Commune | Localisation               | Notes | Installation | Coordonnées    | Illustration    |
| ------------------- | -------------------- | ------- | -------------------------- | --- | ------------ | -------------- | --------------- |
| Œdipe et le Sphinx, | Vital Gabriel Dubray | Albi    | Dans le parc Rochegude     | Représentait Œdipe. Fondue sous le régime de Vichy, dans le cadre de la mobilisation des métaux non ferreux.                                   | 1878         | à géolocaliser | Image manquante |
| Sophocle dansant,   | Gabriel Pech         | Albi    | Dans le parc Rochegude     | Appelé Apollon par erreur. Représentait Sophocle. Fondue sous le régime de Vichy, dans le cadre de la mobilisation des métaux non ferreux.     | 1890         | à géolocaliser | Image manquante |
| La Cigale           | Jean Jules Cambos    | Castres | Dans le jardin de l'Évêché | Fondue sous le régime de Vichy, dans le cadre de la mobilisation des métaux non ferreux. Un grand vase est installé[Quand ?] sur le piédestal. | 1894         | à géolocaliser | Image manquante |
| Le Fauconnier       | Marcel Briguiboul    | Castres | Dans le jardin de l'Évêché | Fondue sous le régime de Vichy, dans le cadre de la mobilisation des métaux non ferreux. Un grand vase est installé[Quand ?] sur le piédestal. | 1894         | à géolocaliser | Image manquante |